# Blood & Truth
 Blood & Truth  ist ein Virtual-Reality-Ego-Shooter des englischen Spieleentwicklers SIE London Studio, der am 29. Mai 2019 exklusiv für die PlayStation 4 erscheint. Voraussetzung ist der Besitz des Head-Mounted Displays von PlayStation VR. Gesteuert wird die Spielfigur des Protagonisten Ryan Marks mit zwei Motion Controllern oder alternativ dem DualShock 4. Erstmals angekündigt wurde  Blood & Truth  auf der Paris Games Week 2017.

## Handlung
Die Geschichte spielt in der kriminellen Unterwelt des modernen Londons. Der Spieler übernimmt die Rolle von Ryan Marks, einem Elitesoldaten der Special Forces, dessen Familie von einem gefährlichen Gangster-Boss entführt wurde.

## Produktionsnotizen
Nachdem das kurze Spiel  The London Heist, erschienen auf der Kompilation PlayStation VR Worlds aus dem Jahr 2016, von den Spielern sehr positiv aufgenommen wurde, begann die Entwicklung an dem thematisch ähnlichen Ego-Shooter Blood & Truth. Stuart White, Director of VR Product Development der SIE London Studios, bezeichnet in einem Interview Blood & Truth als spielbaren Actionfilm und den Protagonisten Ryan Marks als eine Kombination aus James Bond, John Wick und John McClane.

## Spielprinzip
Bei  Blood & Truth  handelt es sich um einen Ego-Shooter, in dem der Spieler auf Knopfdruck eine Richtung auswählt und sich so von einer Deckung zur nächsten bewegt. Ausgestattet mit einem Arsenal unterschiedlicher Waffen, wie Schrotflinte, Pistole oder Maschinengewehr, erwehrt sich der Spieler gegen anstürmende Gegner. Gesteuert wird die Spielfigur dabei mit zwei Motion Controllern, mit denen die zwei Hände der Spielfigur separat voneinander kontrolliert werden. Alternativ ist auch eine Eingabemöglichkeit über den klassischen DualShock-4-Controller der PlayStation 4 möglich, die aber nur eine eingeschränkte Bewegungsfreiheit erlaubt, da beide Hände nur als Einheit kontrolliert werden. Das Spielprinzip erinnert an klassische Rail- oder Lightgun-Shooter mit eingeschränkter Bewegungsfreiheit wie beispielsweise Virtua Cop. Neben den Schusswechseln an unterschiedlichen Schauplätzen Londons, beispielsweise in einem Casino, Parkhaus, Lagerhalle, Baustelle oder in engen Gassen, muss der Spieler zusätzlich Minispiele absolvieren. So sollen Sprengladungen an bestimmten Punkten angebracht werden, Überwachungskameras zur Spionage genutzt oder in einem Geschicklichkeitsspiel Schlösser geknackt werden.

## Rezeption
Die ersten Stimmen der Fachpresse, die eine frühe Version des Spiels bereits begutachten konnten, äußerten sich mehrheitlich positiv zu Blood & Truth. Besonders hervorgehoben wurde das abwechslungsreiche Spielgeschehen, die Intensität der Feuergefechte und die aufwändige Inszenierung der Actionsequenzen.

„Fazit: »Klingt nach Schießbude, ist es auch. Aber eine verdammt gut gemachte, die mich tatsächlich mitfiebern lässt, wenn ich mich von Deckung zu Deckung bewege und reihenweise Kopfschüsse verteile. Mich hektisch umschaue, ob noch ein paar Gegner hinter mir lauern oder ich beherzt durch ein Fenster springe, wobei in Zeitlupe die Scherben um mich herumfliegen und der Blick nach unten ein flaues Gefühl im Magen hervorruft.«“

„Fazit: »Die Feuergefechte machen Spaß, das Spielerlebnis mit Schusswaffen, Handgranaten, Klettereinlagen und ein paar (nicht aufgesetzt wirkenden) Minispielen bietet eine angemessene Vielfalt. Nur bei der Präzision des Trackings, vor allem aber beim Sound müssen die Entwickler noch etwas tun..«“

„Fazit: »Wir haben bereits nach der kurzen Demo definitiv Lust auf mehr bekommen. Entsprechend gespannt sind wir darauf, wie sich die komplette Story spielen wird. Die Grafik ist ansprechend, die Zeitlupen funktionieren, das Schießen macht Spaß und die Führung des Spielenden ist gut durchdacht. «“